# Бланшо, Морис
Мори́с Бланшо́ (фр. Maurice Blanchot; 22 сентября 1907, Кэн, департамент Сона и Луара, Франция — 20 февраля 2003, Ле Мениль Сен-Дени, департамент Ивелин, Франция) — французский писатель, мыслитель-эссеист.

## Биография
Родился в городке Кван в департаменте Сона и Луара. Окончил Страсбургский университет, затем получил второй диплом в Сорбонне. Работал журналистом и редактором. В период между двумя войнами активно сотрудничал с рядом экстремистских изданий правого толка, печатал статьи литературного, политического, философского характера, в которых выражал антидемократические взгляды в духе французского литературного национализма, не чуждого антисемитизма. В середине 1940-х годов окончательно отошёл от политики и посвятил себя литературе: уже в конце войны он выпустил два романа и две литературоведческих работы.
В 1946 году Бланшо покинул Париж и обосновался в городке Эз (деп. Приморские Альпы). Умер в феврале 2003 года, в возрасте 95 лет. Будучи всемирно известным мыслителем, не оставил ни завещания, ни какого-либо другого распоряжения относительно своего творческого наследия.

##### Дружба с Эммануелем Левинасом
"Дружба между Морисом Бланшо и Эммануэлем Левинасом была примером благодати, даром; она остается благословением для нашего времени". (Деррида Ж.)
Левинас приписывает свою встречу с Бланшо к 1925 или 1926 году. Он рассказывает о ней в таких чертах: "Сразу же у меня возникло ощущение чрезвычайной интеллектуальности, мышления, претендующего на аристократизм; в политическом плане он был очень далек от меня в тот период, он был монархистом, но очень скоро мы нашли общий язык." По мнению Кристофа Биде, биографа Бланшо, рассказывая об их встрече и ее непосредственности, Левинас старается поместить основные силы, которые ее оживили, в определенную перспективу. Он замечает в этом описании как эстетизирующий, услужливый способ преуменьшить политическое насилие друга, который позже проявит такой интерес к иудаизму и еврейству. 
Отношения Бланшо и Левинаса строились не на компромиссе, а на конфликтной и плодотворной дружбе, где мысль одного незаметно переходила в мысли другого. Их дружба, начавшаяся в университете Страсбурга, продолжалась и после. Вместе  они оказали огромное влияние на таких философов как Жан-Люк Нанси, Филипп Лаку-Лабарт и Джорджо Агамбен.

## Творчество
Творческий путь Бланшо начался в годы Второй мировой войны романами — «Тёмный Фома» (1941, вторая ред. 1950) и «Аминадав» (1942).
В дальнейшем Бланшо — прозаик, писал преимущественно повести: «При смерти» (1948), «В желанный миг» (1951), «Последний человек» (1957) и др. Тогда же началась и деятельность Бланшо — критика и эссеиста; его многочисленные статьи собраны в книге «Лотреамон и Сад» (1949), «Обречено огню» (1949).
С 1970-х годов Бланшо выпускал в основном сочинения смешанного жанра, состоящие из разнородных, художественных и философских фрагментов: «Шаг по ту сторону» (1973). Размышления о литературном авангарде XVIII—XX вв., составившие сборники «Пространство литературы» (1955), «Бесконечный разговор» (1969), «Дружба» (1971), «Письмена краха» (1980) и повлиявшие на теорию и практику структурализма и «нового романа». 

##### Бланшо и Ницше
"Говорить — это прекрасное безумие: говоря, танцует человек над всеми вещами." (Ницше Ф.) 
Бланшо был одним из немногих французских мыслителей, свободно владевших немецким языком, и начал читать Ницше с 1930-х годов. У Бланшо как мыслителя и писателя есть свой вопрос: Как возможна литература? Какие интуиции Ницше находят отклик у Бланшо? Крах или отрицание всех сверх ценных смыслов или Смерть Бога? 
Падение в ночь и отсутствие, к примеру, основные мотивы в Темном Фоме выступают как опыт нигилизма. Литература для Бланшо — доминирующее поле этого падения, писатель — привилегированный или непосредственный участник такого нигилизма. Однако Бланшо пытается тематизировать то, что остается после падения литературы. Так, Вечное Возвращение Ницше утверждается Бланшо в роли литературы, где письмо становиться процессом без конца. Ничто не заменяет Бога; согласно Бланшо, Бог не преодолен в смысле окончательно отброшен.  
Тем не менее Бланшо считает, что смерть Бога описывает существенное утверждение, которое, однако, является не позитивным, то есть отличается от того, что что-то утверждается вместо чего-то другого. Неположительное утверждение, то, что Бланшо называет оспариванием, не является ни обобщенным отрицанием, ни средством утверждения чего-то нового. Для Бланшо утверждение, в понимании Ницше, не имеет содержания, не имеет объекта, кроме самого себя. Эта точка зрения характерна для ряда французских прочтений Ницше.   
Смерть Бога сохраняет священное, загадочное свойство жертвоприношения, о котором говорит его название: после того, как человек принес себя в жертву Богу, после того, как мы принесли в жертву Богу наши самые сильные инстинкты, теперь сам Бог становится жертвой жертвоприношения. Но поскольку Бог принесен в жертву ничему - "жертва Бога необходима, чтобы человек мог осознать это ничто, которое внедряется в него и становится основой его свободы".